# 神戸又新日報
神戸又新日報（こうべゆうしんにっぽう、1884年 創刊 - 1939年 休刊）は、かつて存在した日本の日刊新聞である。兵庫県神戸市の「五州社」が発行した。明治18年には発行部数が80万部に迫るなど明治期を代表する地方新聞の1つだった。

## 略歴・概要
1883年（明治16年）11月12日、神戸市に新聞発行と印刷業のための会社として「五州社」が設立され、翌年春の創刊への準備が始まる。同地の先行する日刊紙に、1880年（明治13年）に創刊され1881年に日刊紙化した、交詢社系の新聞「神戸新報」があった（神戸又新日報側から吸収案が出され、1885年廃刊）。
1884年（明治17年）5月19日、第1号を発刊した。創刊時の紙名題字は尾崎行雄によるとされている。立憲改進党系の政論新聞として出発している。1885年（明治18年）5月24日に「神戸新報」を吸収合併した。合併後、元「神戸新報」の代表三木善八は営業部長、合併を提案した主幹鹿島秀麿は論説担当となった。三木はのちに郵便報知新聞社主、鹿島は第1回衆議院議員総選挙で代議士となった。
1890年（明治23年）9月16日夜半、和歌山県串本町沖で遭難したオスマン帝国（現在のトルコ）の軍艦「エルトゥールル号」の遭難に際し、第一報を報じた「東京日日新聞」を含めた全国他紙に先駆けて、翌10月、義捐金活動を行った。また1896年（明治29年）11月17日、地元・神戸から日本初上陸した、誕生直後の「映画」なるものとその上映機「ニーテスコップ」を小松宮彰仁親王に見せたことを11月19日付同紙で報じた。
当時同紙は、反松方内閣、反川崎財閥の立場にあったことから、同財閥総帥で川崎造船所を経営する川崎正蔵の個人資本で、同紙創刊14年後の1898年（明治31年）2月11日に「神戸新聞」が創刊された。さらに翌1899年、松方正義首相の三男松方幸次郎が「神戸新聞」の初代社長に就任し、両紙間の熾烈な報道合戦、部数争いが繰り広げられた。
大正時代、のちの映画監督の溝口健二が入社、同紙上で広告図案や挿し絵を描いている。
1932年ロサンゼルスオリンピックでは西竹一（バロン西）担当記者として関西大学馬術部出身の社員、藤井健造を派遣。藤井はのちに大日本帝国陸軍報道部の情報将校となり、戦後、大手前大学の創立者となった。
1939年（昭和14年）6月30日、第19131号をもって休刊となった。「一県一紙」の第二次世界大戦時下の新聞統制による。兵庫県は「神戸新聞」一紙に限定された。
現在、神戸市立中央図書館が、創刊の2年後の1886年から1939年の廃刊までの現存するすべての同紙を閲覧できるシステムを確立している。また兵庫県立図書館にも同時期の同紙のマイクロフィルムが所蔵されており、閲覧可能である。原本は神戸市立中央図書館に所蔵されている。

## 関連事項
- エルトゥールル号遭難事件
- 活動写真 - キネトスコープ
- 久坂葉子 - 小説「坂道」を連載

## 註
1. ↑  神戸大学と神戸市立中央図書館において「神戸又新日報」のデジタルデータ公開東京大学大学院　法学政治学研究科附属　近代日本法政史料センター　明治新聞雑誌文庫　2014/01/08
2. ↑  三沢伸生「1890〜92年におけるオスマン朝に対する日本の義捐金処理活動:日本社会にとっての「エルトゥールル号事件」の終結」『東洋大学社会学部紀要』第41巻、第1号、57-91頁、2003年11月。ISSN 0495-9892。
3. ↑  柏木隆雄「大手前大学の挑戦 － ユニット自由選択制から インターナショナルリベラルアーツカレッジへ －」『私学経営』第458号、公益社団法人 私学経営研究会、53-58頁、2013年4月。